# Dain II
Dain II Peudeferro (Dain Ironfoot en l'original anglès) és un personatge literari de l'obra de J.R.R. Tolkien. És un nan de la Casa de Durin, i va esdevenir Rei d'Èrebor.

## Biografia
Dain era descendent de Gror, el fill més jove del rei Dain I de la Casa de Durin. El seu pare Nain era el Senyor de les Muntanyes de Ferro a les Terres Salvatges, i Dain va heretar el títol quan Nain morí a mans del gran orc Azog durant la Batalla de Nanduhirion, el darrer gran conflicte entre els orcs i els nans que intentaven reconquerir Mòria. En la mateixa batalla Dain va venjar el seu pare matant a Azog, tot i que ell encara era molt jove. Va ser l'únic de tots els nans que va arribar a veure l'interior de les mines, i tingué la saviesa de veure que era impossible que els nans poguessin penetrar-hi.
Dain era parent de Thorin Escut-de-roure, i va respondre a la seva demanda d'ajuda quan estava assetjat a la Muntanya d'Èrebor. Va reunir alguns centenars de nans i va arribar just a temps per combatre a la batalla dels Cinc Exèrcits (com es relata a El Hòbbit).
Després de la mort de Thorin, Dain es va convertir en el Rei Sota la Muntanya i en el Rei del Poble de Durin; el primer que no pertanyia a la línia directa.
Dain va morir durant la Guerra de l'Anell l'any 3019 de la Tercera Edat, defensant el cos del Rei Brand de Dale davant de les portes d'Èrebor. Ja era un nan molt vell, però encara tenia forces. Va ser succeït pel seu fill Thorin III Elm-de-pedra.

## Genealogia de la Casa de Durin a la Fi de la 3a Edat
```
                               
Durin l'immortal

                                      :
                                    
Nain II

                                      |
                    -----------------------------------
                    |
                 
Dain I
                             
Farin

                    |
             ---------------------               --------------
             |         |               |            |
           
Thror
     
Fror
      
Gror
           
Fundin
        
Groin

             |               |            | 
             |           ---------     -------
             |           |       |     |     | 
           
Thrain
              
Náin
        
Balin
  
Dwalin
  
Óin
  
Glóin

             |                               |
       -------------------       |                             
Guimli
     
       |        |       |                  
     
Thorin
   
Frerin
    
Dis
    
Dain II
              Els nans 
Bifur
, 
Bofur
,
 (Escutderoure)          |  (Peudeferro)            
Bombur
, 
Dori
 i 
Ori
 també
                      ------                        pertanyien a la casa de
                      |                        Durin, tot i que el seu
                     
Fili
 
Kili
                      parentiu era més distant
```